# Észak-szigetek
Észak-szigetek (angolul: North Isles) néven a skóciai Shetland-szigetek északi szigetcsoportját szokták emlegetni. Ebben a csoportban a nagyobb szigetek Yell, Unst és Fetlar.
Az Észak-szigetek kisebb tagjai:
- Muckle Flugga
- Uyea
- Oosta
- Balta
- Huney
- Haaf Gruney